# Gleichmäßigkeit der Besteuerung
Der Grundsatz der Gleichmäßigkeit der Besteuerung gebietet, dass Steuergesetze gleichmäßig angewendet und durchgesetzt und somit alle Steuerpflichtigen gleich behandelt werden. Er ist in Art. 3 Abs. 1 des Grundgesetzes (allgemeiner Gleichheitsgrundsatz) verankert und verbietet steuerliche Einzelfallgesetze. Zudem hat der Gesetzgeber dem Grundsatz der Gleichmäßigkeit der Besteuerung einfachgesetzlich auch in § 85 der Abgabenordnung zusätzlich geregelt. Exekutive und Judikative, d. h. insbesondere die Finanzbehörde und die Finanzgerichte, haben nach dem Grundsatz der Gleichmäßigkeit der Besteuerung die Gesetze gleichmäßig anzuwenden (sog. Rechtsanwendungsgleichheit).
Dies war z. B. bei der Besteuerung von privaten Spekulationsgeschäften bei Wertpapieren in den Veranlagungszeiträumen 1997 und 1998 nicht der Fall, so dass diese Besteuerung vom Bundesverfassungsgericht wegen Ungleichmäßigkeit für verfassungswidrig erklärt wurde.
Allerdings gibt es keinen Anspruch auf Gleichheit im Unrecht. Steuerpflichtige können sich daher nicht auf eine rechtswidrige Praxis von Finanzämtern berufen, durch die z. B. andere Steuerpflichtige rechtswidrig begünstigt werden.